# Línea de Sintra (CP)

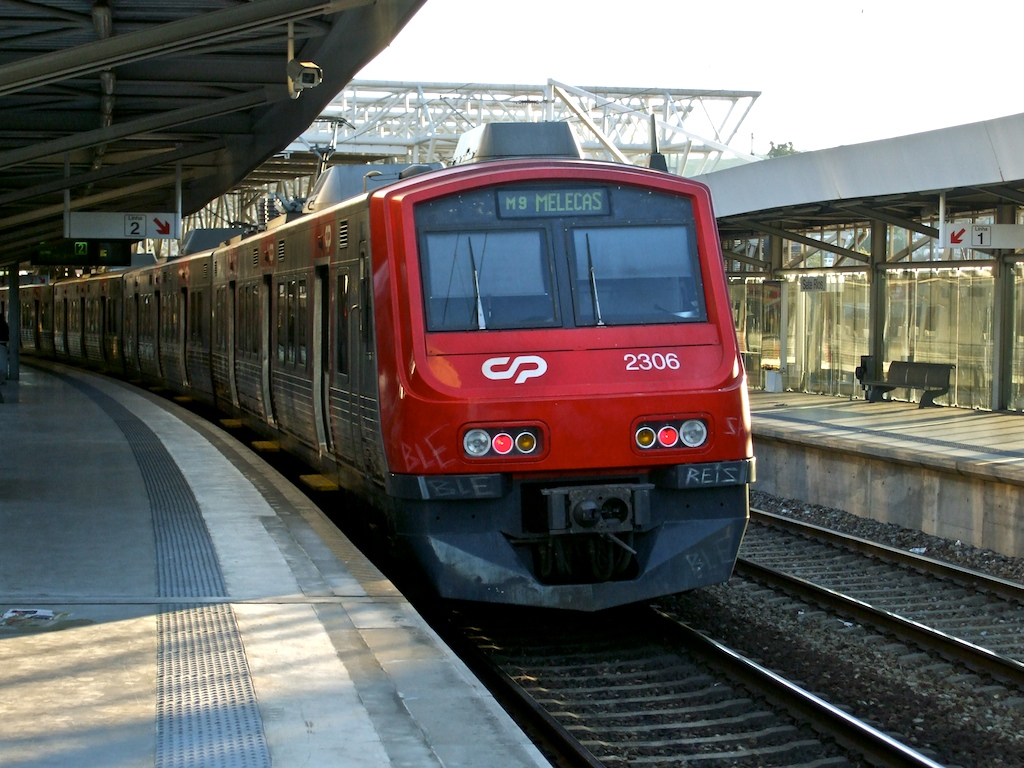
Automotor CP (serie 2300) haciendo el servicio “Línea de Sintra” Roma-Areeiro-Meleças.

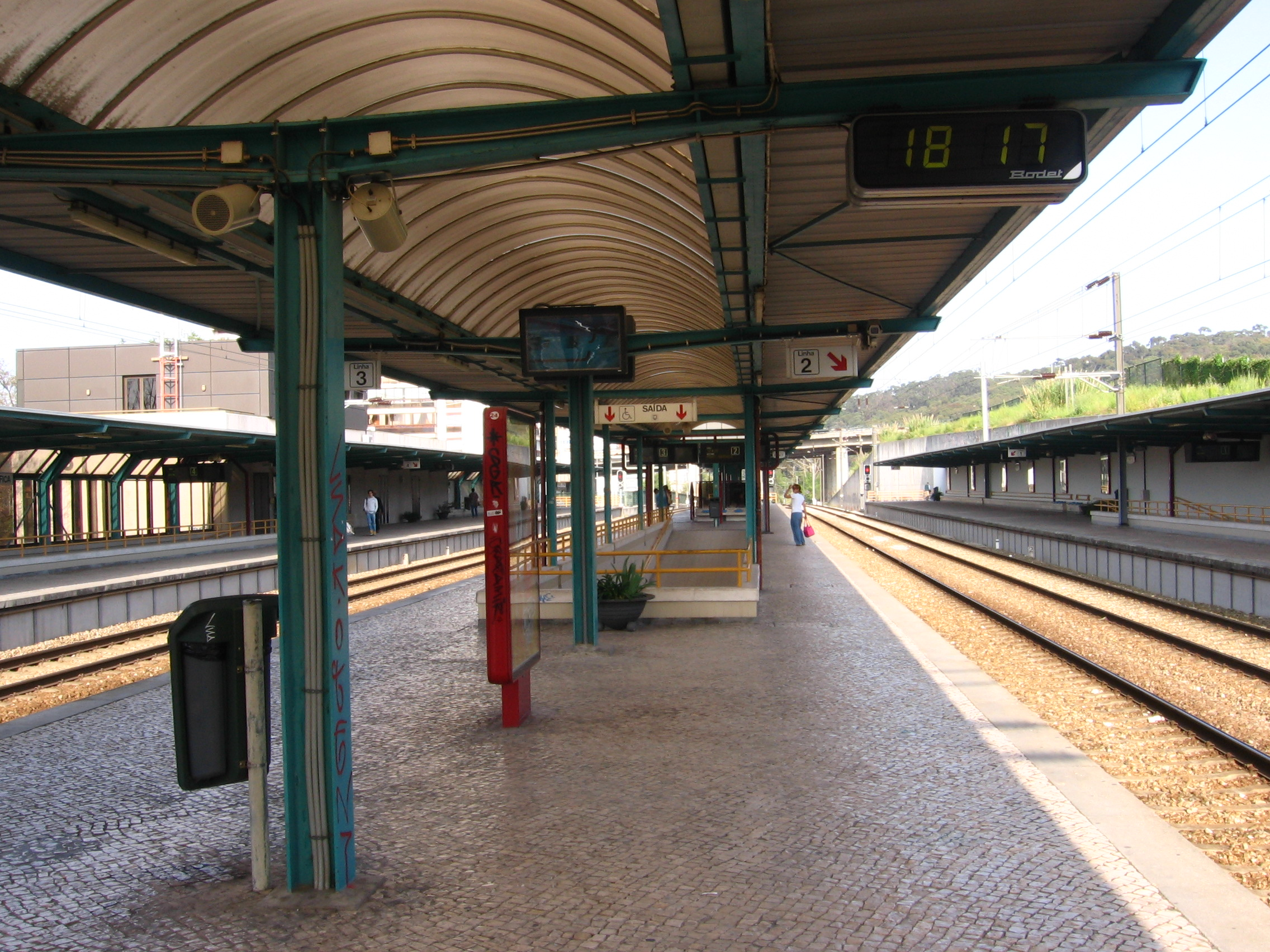
Aspecto de la Estación de Benfica, una de las principales del servicio “Línea de Sintra”.

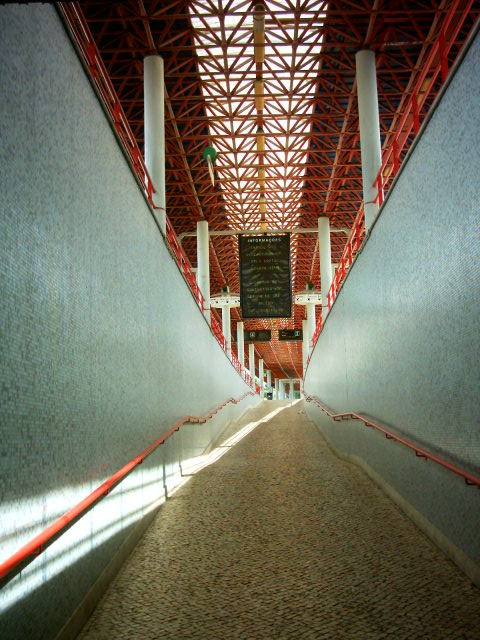
Aspecto de la Estación de Monte Abraão, una de las principales del servicio “Línea de Sintra”.

La línea de Sintra uno de los cuatro servicios de la red de convoyes suburbanos de la CP Urbanos de Lisboa (USGL), en la Gran Lisboa, Portugal, con circulaciones entre Mira-Sintra - Meleças y Alverca, y entre Sintra y Rossio, usando la Línea de Sintra, y partes de la Línea del Norte, de la Línea de Cintura, y de la Línea del Oeste. Es representada en verde en los diagramas de los servicios USGL .

## Estaciones
Desde la estación de Sete Rios hasta la estación de Alverca, la línea de Sintra circula en conjunto con el servicio USGL “Línea de Azambuja”.

## Flota
A partir del año 1993, fueron introducidas en la linha de Sintra las UQE - Unidades Quíntuples Eléctricas CP Serie 2300, que son producidas por Sorefame. En 2008 algunas unidades fueron renovadas, mostrado un nuevo aspecto interior y exterior.

## Servicio
A pesar de ser, actualmente, una de las líneas de convoyes suburbanas de la Europa con mayor afluencia de pasajeros, presenta varios problemas de seguridad, habiendo sido escenario de varios enfrentamientos entre grupos rivales y la Policía de Seguridad Pública.